# Populus ×canadensis
Espèce
Classification APG III (2009)
Populus ×canadensis  ou Populus ×euramericana ou Peuplier du Canada ou encore Peuplier hybride euraméricain, est une espèce de plantes à fleurs de la famille des Salicaceae. C'est un peuplier originaire d'Amérique du Nord et un hybride entre Populus deltoides (femelle) et Populus nigra (mâle) quand leur aires se chevauchent, notamment au Canada et en Europe.
Il est connu des populiculteurs sous la référence « I 214 ».

## Description
Populus ×canadensis est un arbre qui peut mesurer de 20 à 30 mètres. Son écorce est lisse, mais avec le temps se craquèle et devient ridée. Les spécimens adultes sont presque toujours des arbres femelles dont les graines sont recouvertes d'une sorte de duvet que le vent souffle au printemps et donne le sentiment qu'il neige. 

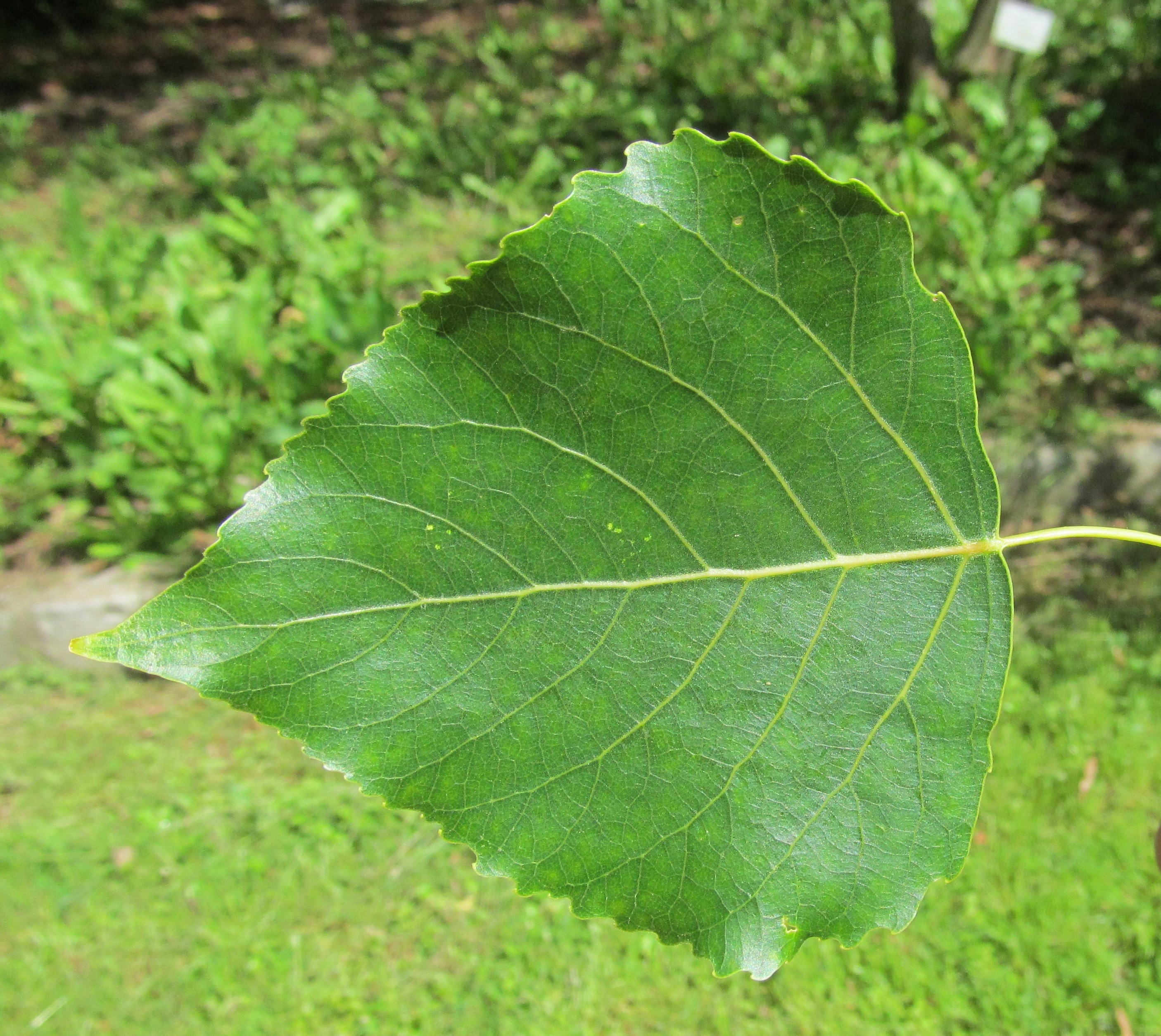
Feuille de peuplier, Populus x Canadensis (synonyme x Euramericana), Hybride i214 de l'arboretum de Chèvreloup, en France.

Ce peuplier est d'une grande valeur industrielle et est planté massivement dans les vallées de certaines rivières. C'est sans doute, puisqu'il n'est reproduit que par clonage, l'être vivant ayant produit le plus de biomasse au monde. Son bois est utilisé pour fabriquer des boîtes d'emballage, du contreplaqué, et de la pâte à papier.

## Caractéristiques
- Organes reproducteurs :
  - Type d'inflorescence : épi simple
  - Répartition des sexes : dioïque
  - Type de pollinisation : anémogame
  - Période de floraison : mars à avril
- Graine :
  - Type de fruit : capsule
  - Mode de dissémination : anémochorie
- Habitat et répartition :
  - Habitat type : bois caducifoliés médioeuropéens, hydrophiles
  - Aire d'origine : Amérique du Nord

Synonymie :
- Populus deltoides ×nigra
- Populus euramericana Guinier
- Populus bachelieri Solem.
- Populus gelrica (Houtz.) Houtz.
- Populus marilandica (Bosc ex Poir.) Rehder
- Populus regenerata A.Henry
- Populus × CKSchneid robuste.
- 'Populus serotina Hartig